# Dominic Sena
Dominic Sena (Niles, Ohio, 26 de marzo de 1949) es un director de videoclips y películas estadounidense.

## Carrera
Fue uno de los fundadores de Propaganda Films, donde dirigió vídeos musicales para Janet Jackson.
Otros artistas para los que dirigió fueron Richard Marx, Tina Turner, Fleetwood Mac, Sheena Easton, Bryan Adams, Michael Bolton, Peter Cetera, E.G. Daily, y Sting.
En 1993 Sena debutó en el mundo del cine con el thriller Kalifornia, protagonizada por unos muy jóvenes Brad Pitt y David Duchovny, como el film no tuvo mucho éxito pasaron siete años hasta su siguiente película.
En 2000, Sena dirigió la película de acción 60 segundos, con Nicolas Cage, Angelina Jolie, y Robert Duvall. Su buen resultado comercial posibilitó que siguiese su carrera con Swordfish (2001), la adaptación del cómic Whiteout (2009), y la fantasía medieval Season of the Witch (2011).

## Filmografía
- Season of the Witch (2011)
- Whiteout (2008)
- The Courier (2006)
- A Normal Life (2006)
- 13 Graves (2006) (TV)
- From Janet. To Damita Jo: The Videos (Vídeo de 2004)
- Swordfish (2001)
- Gone in Sixty Seconds (2000)
- Janet Jackson: Design of a Decade 1986/1996 (Vídeo de 1996) (Vídeos "The Pleasure Principle", "Let's Wait Awhile", "Rhythm Nation", "Come Back to Me" y "Miss You Much")
- The Best of Sting: Fields of Gold 1984-1994 (Vídeo de 1994) (Vídeo "They Dance Alone")
- Kalifornia (1993)
- Janet Jackson: The Rhythm Nation Compilation (Vídeo de 1990) (Vídeos "Rhythm Nation", "Miss You Much", "Come to Me")
- Rhythm Nation 1814 (1989)